# Sernokorba
Sernokorba is een geslacht van spinnen uit de familie bodemjachtspinnen (Gnaphosidae).

## Soorten
De volgende soorten zijn bij het geslacht ingedeeld:
- Sernokorba fanjing Song, Zhu & Zhang, 2004
- Sernokorba pallidipatellis (Bösenberg & Strand, 1906)